# Karolína Kurková
Karolína Kurková (Děčín, 28 febbraio 1984) è una supermodella ceca.

## Carriera

### Modella
La sua carriera di modella iniziò grazie a un amico che, notando la sua bellezza, spedì delle foto di Karolína a un'agenzia a Praga. Dopo alcune sfilate nella Repubblica Ceca, Karolína si trasferì a Milano dove incontrò Miuccia Prada con la quale firmò un contratto.
Nel 1999, dopo un incontro con alcuni editori di Vogue, si trasferì a New York e nel febbraio 2001 comparve sulla copertina della rivista. Fu scelta da Victoria's Secret per partecipare al Fashion Show del 2000. Altre case di moda, come Yves Saint Laurent notarono Karolína e firmarono contratti con lei.

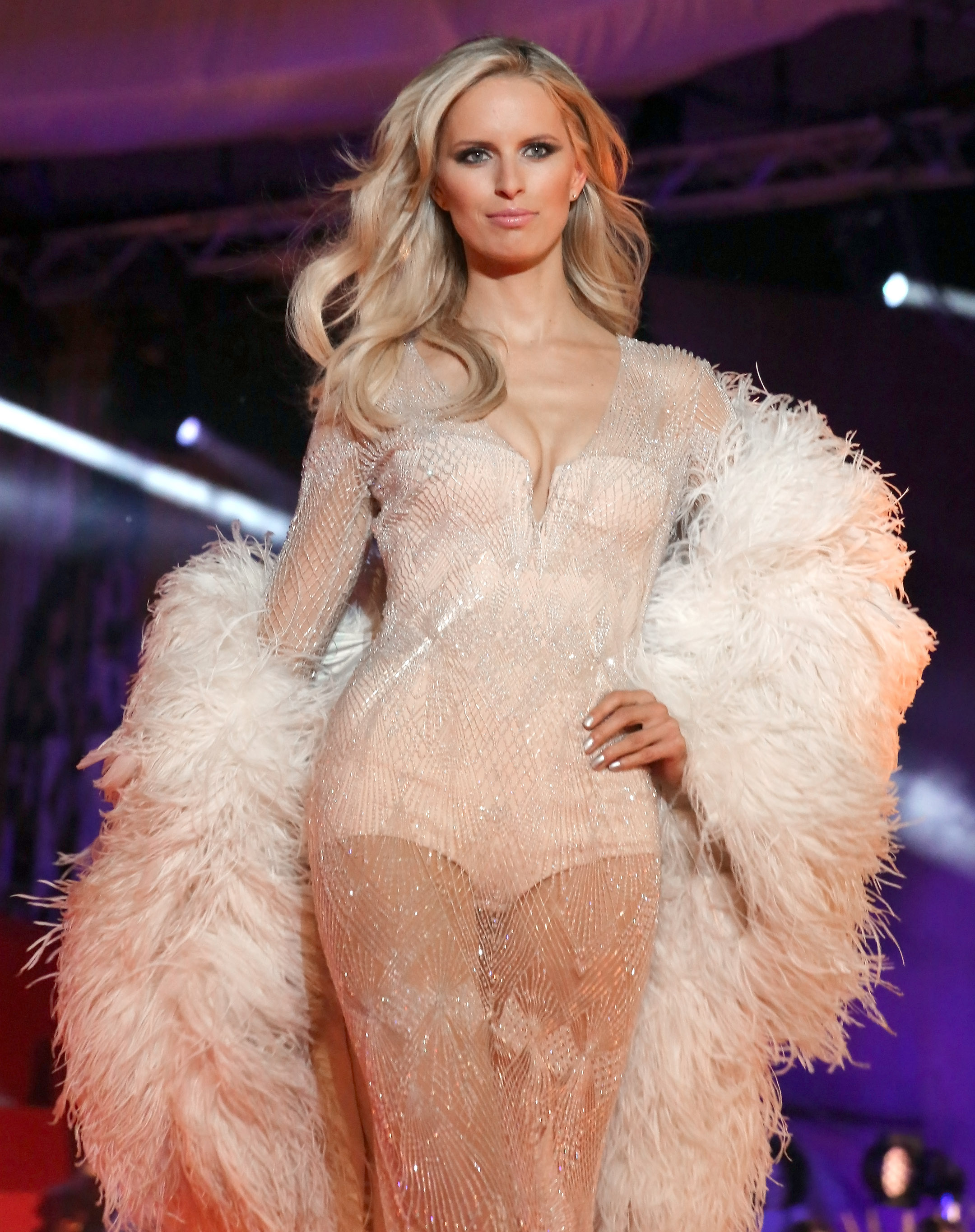
Karolina Kurkova in passerella al Life Ball 2013.

Negli anni seguenti contratti e proposte di lavoro non mancarono: Tommy Hilfiger, Valentino, Ralph Lauren, Oscar de la Renta, Chanel, Alberta Ferretti, Balenciaga, Roberto Cavalli e i successivi Victoria's Secret Fashion Show, dove nel 2002 viene scelta per indossare il "star of Victoria Fantasy Bra" dal valore di 10 milioni di dollari. Nello stesso anno ricevette il titolo di Modella dell'anno ai VH1/Vogue Fashion Awards del 2002.
Karolína è comparsa in numerose riviste di moda tra cui Vanity Fair, The Face, diverse versioni internazionali di Vogue, Elle e W. Ha lavorato con noti fotografi come Steven Klein, Mario Sorrenti, Herb Ritts e Mario Testino. Nel 2003 e 2004 è tra le protagoniste del Calendario Pirelli.
Dal 2005 al 2008 è stata una Victoria's Secret Angel, le più importanti supermodel di Victoria's Secret. Nel novembre del 2006 è stata scelta per indossare il "Hearts On Fire" Fantasy Bra, dal valore di 6.5 milioni di dollari, composto da oltre 2000 diamanti dal taglio prefetto e al centro del reggiseno un motivo floreale con un diamante da 10 carati. Nel 2007 insieme agli altri angeli riceve una stella sulla Hollywood Walk of Fame di Los Angeles.
Nel 2006 e 2007 viene inserita da Forbes nella classifica delle modelle più pagate al mondo, classificandosi all'ottavo posto nel 2006, con un guadagno di 3,5 milioni di dollari, e al sesto posto l'anno successivo con un compenso di 5 milioni.
Nel novembre del 2008 il canale televisivo E! ha votato Karolina come la donna più sexy del mondo battendo Angelina Jolie e le sue colleghe Heidi Klum e Adriana Lima.
Nel 2011 è protagonista delle campagne pubblicitarie primavera/estate di Max Mara e Bottega Veneta, ed è protagonista di un corto chiamato Back Damon che e vede protagonisti gli abiti e gli accessori della linea Boudoir Autunno/Inverno di Giorgio Armani.
Nel 2014 è per la terza volta una delle protagoniste del Calendario Pirelli, fotografata da Peter Lindbergh e Patrick Demarchelier, e viene scelta come uno dei volti della campagna pubblicitaria di IWC, celebre marchio di orologeria. Nel 2015 è protagonista delle campagne pubblicitarie primavera/estate di Nic+Zoe e di Giuseppe Zanotti.

### Attrice e programmi TV

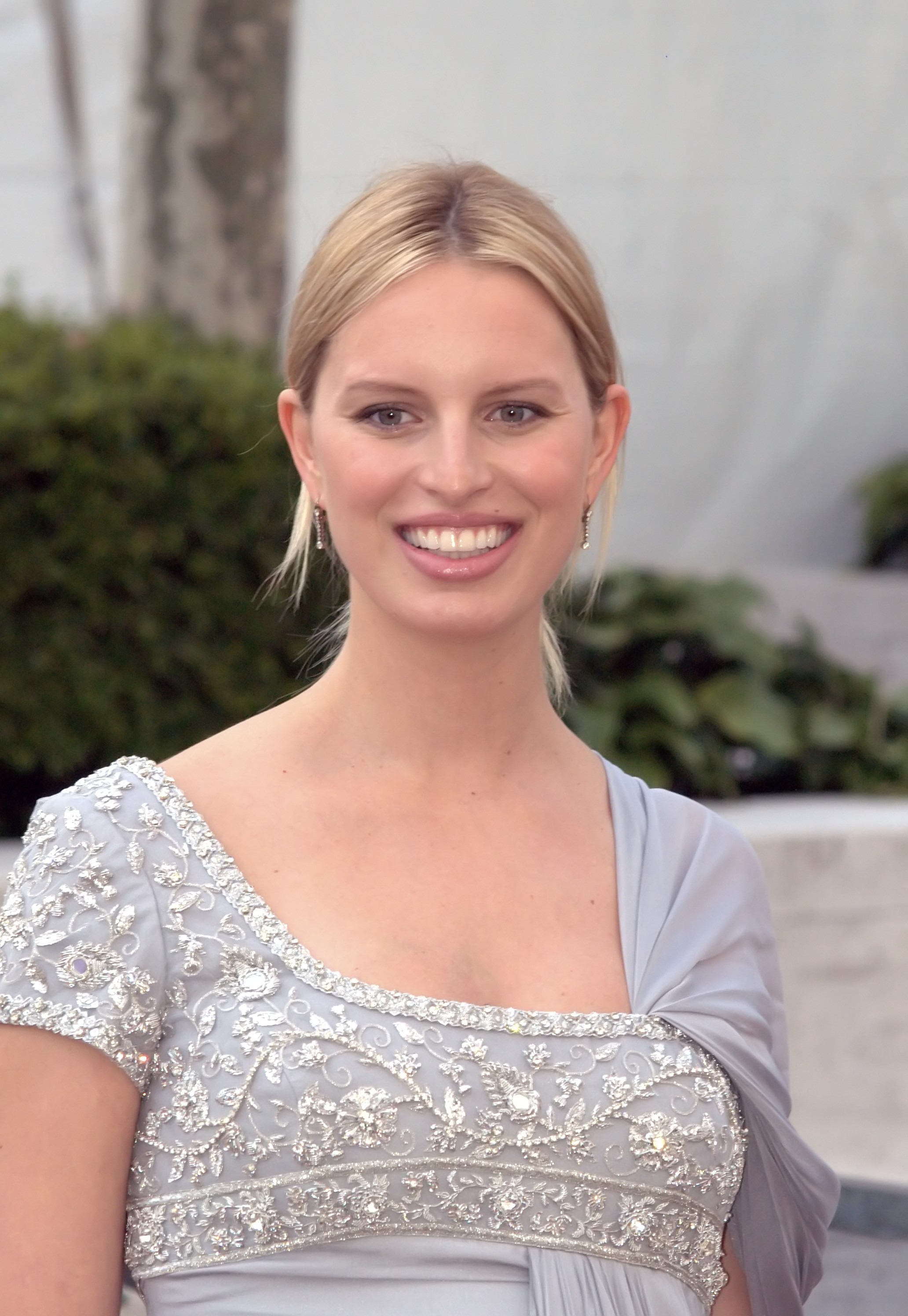
Karolina Kurkova alla première del Metropolitan Opera nel 2009

Karolina fa il suo debutto cinematografico al fianco Frankie Muniz dove ottiene un piccolo ruolo nel film My Sexiest Year del 2007. Nel 2009 interpreta la Cover Girl nel film G.I. Joe - La nascita dei Cobra.
Nel 2010 partecipa in un episodio della serie TV Chuck, dove interpreta la parte di una trafficante d'armi che al contempo è anche una modella, come nella realtà.
Nel 2012 prende parte al 12º episodio della seconda stagione della serie Person of Interest interpretando se stessa.
Nel 2013 partecipa allo show The face, accanto a Naomi Campbell e Coco Rocha, talent dove, in competizione tra di loro, hanno il compito di trovare la supermodel del futuro.

## Vita privata
È fidanzata con Archie Drury, un produttore cinematografico. Il 29 ottobre 2009 dà alla luce un bambino, Tobin Jack Drury, a New York. Nel novembre 2015 nasce il secondo figlio, Noah Lee, a Miami. Il 27 aprile 2021 dà alla luce la sua terza figlia: Luna Grace Drury.

## Agenzie
- DNA Model Management
- Dominique Models
- Models 1 Agency
- Mega Models - Miami
- Viva Models - Parigi
- MY Model Management

## Campagne pubblicitarie
- Anne Klein A/I (2010)
- Banana Republic A/I (2014)
- Bottega Veneta P/E (2011)
- Christian Cowan A/I (2019)
- Donna Karan Woman Fragrance (2012-2013)
- Elie Saab A/I (2010)
- Fashion Targets Breast Cancer A/I (2012)
- Giuseppe Zanotti P/E (2015) A/I (2015)
- Jean Paul Gaultier P/E (2011)
- INC A/I (2011)
- IWC A/I (2014;2016)
- Karen Millen A/I (2016)
- Karolina Kurkova Fragrance (2016)
- Iceberg P/E (2012)
- Loft P/E (2013)
- Mango (2008)
- Mercedes Benz (2011)
- Max Mara P/E (2011)
- Nic+Zoe P/E (2015)
- Nike (2017)
- Paule Ka (2019)
- Prada (2000)
- Rag & Bone DIY A/I (2011)
- Roberto Cavalli for Target November (2012)
- Roberto Cavalli Resort (2013)
- S. Oliver Black Label P/E (2017)
- Saks Fifth Avenue A/I (2010) P/E (2011)
- The Limited P/E (2012) A/I (2012)
- Victoria's Secret (2005-2008)